# Mychajlo Harassewytsch

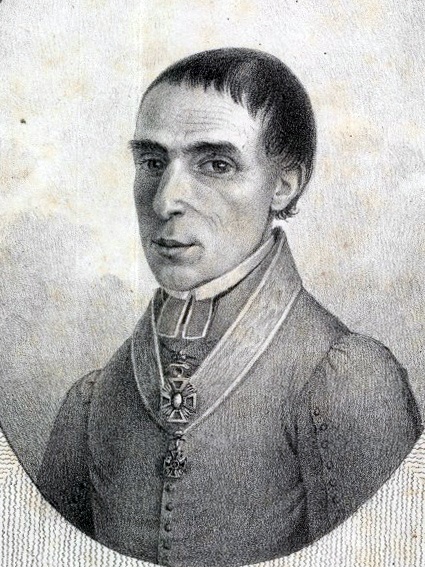
Mychajlo Harassewytsch

Mychajlo Harassewytsch (ukrainisch Михайло Гарасевич де Нойштерн; wiss. Transliteration Mychajlo Harasevyč; * 23. Mai 1763 in Jaktorów, Kreis Zołczow, Königreich Polen; † 29. April 1836 in Lemberg, Kaisertum Österreich) war ein ukrainischer Theologe, Historiker und Publizist. In der Literatur wird die lateinische bzw. polnische Schreibweise Harasiewicz verwendet.

## Biographie
Mychajlo Harassewytsch Baron von Neustern wurde am 23. Mai 1763 im Dorf Jaktorów, Kreis Zołczow, heute Schowkwa, im damaligen Königreich Polen geboren. Nachdem er das Piaristen-Konvikt in Zołczow beendet hatte, nahm er 1782 das Studium am gerade erst 1774 gegründeten Barbareum, der theologischen Ausbildungsstätte für griechisch-katholische Ukrainer in Wien auf. Von 1784 bis 1787 studierte er am neu errichteten griechisch-katholischen Geistlichen Seminar und an dem ebenfalls 1784 an der Universität Lemberg eingerichteten Studium Ruthenum, in Lemberg. Anschließend begann er hier zu unterrichten, ab 1790 in der Funktion eines Professors, nachdem er 1789 zum Doktor der Theologie promoviert worden war. Seine Lehrtätigkeit konzentrierte sich auf die Exegese der Texte des Alten und des Neuen Testaments und die griechische Sprache. Gleichzeitig war Harassewytsch wie viele galizische Theologen damals journalistisch aktiv: er redigierte einige Jahre die deutschsprachige Lemberger Zeitung und war bis 1797 einer der Redakteure der polnischen Zeitung Dziennik Patriotycznych Polityków. 1793 verheiratete er sich mit Teresa Jabłońska.
Aussichtsreicher als die Lehre und das Forschen war aber zunächst die weitere theologische Laufbahn: 1795 ließ sich Harassewytsch zum Priester weihen, wurde 1797 Canonicus honoris causae der Eparchie Pschemyschl und ab 1800 Generalvikar der Lemberger Metropolie, ab 1813 im Rang eines Erzpriesters. Abschluss seiner Karriere war, nachdem der erste Metropolit-Erzbischof Antonij Anhelowytsch verstorben war, die Leitung der Galizischen Griechisch-Katholischen Metropolie von 1814 bis 1818. Der anschließend ab 1816 vier Jahrzehnte lang wirkende jüngere Metropolit Mihail Lewicki suchte sich bald neue Mitarbeiter.
Von der zunächst bei ihm vorhandenen Polonophilie wandte sich Harassewytsch zunehmend ab und wurde schließlich 1807 einer der Delegierten die griechisch-katholische Kirche bei dem Treffen mit Kaiser Franz I. von Österreich, in dem es um die Errichtung der Galizischen Metropolie ging. Während des österreichisch-polnischen Krieges 1809 – dem Weichselfeldzug – wurde er von den polnischen Machthabern kurzzeitig in seinen Freiheiten beschränkt, die Österreicher verliehen ihm im gleichen Jahr das Kommandeurkreuz des Österreichisch-kaiserlichen Leopold-Ordens und er erhielt den Adelstitel von Neustern.
Nachdem Metropolit Michail Lewicki die Leitung der Metropolie übernommen hatte, widmete sich Harassewytsch der Kirchengeschichte Galiziens mit weiten Ausflügen in die Landesgeschichte. Diese wurde erst 1862 im letzten Lebensjahr des moskophilen Metropoliten Hryhorij Jachimowytsch aus den Notizen zusammengestellt und zur Erinnerung an den 100. Geburtstag des Verfassers durch den Canonicus Michael Ritter von Malinowski, ergänzt um Fortsetzungen bis in die Gegenwart und um zahlreiche Anhänge, mit über 1200 Seiten in lateinischer Sprache veröffentlicht. Sie war unter den ukrainischen Studenten, die damals Latein beherrschten, beliebt und trug in den folgenden Jahren zur Nationsbildung der Ukrainer bei.
69-jährig starb der damals wohl gebildetste galizische Ukrainer am 29. April 1836 in Lemberg.

## Selbständige Veröffentlichungen
- Annales ecclesiae Ruthenae, gratiam et communionem cum s. Sede Romana habentis, ritumque Graeco-Slavicum observantis, cum singulari respectu. Leopoli 1862. Nachdrucke Lemberg ca. 1930; München 1971, als Digitalisat über die Bayerische Staatsbibliothek in München lesbar,  bzw. .